# Alexander Milanovich
Alexander Nicholas Milanovich (3 de abril de 2002) es un deportista de Canadá que compite en natación. Ganó una medalla de bronce en los Juegos Olímpicos de la Juventud de 2018, en la prueba de 50 m braza.